# Ophthalmotilapia boops
Ophthalmotilapia boops és una espècie de peix de la família dels cíclids i de l'ordre dels perciformes.

## Morfologia
- Els mascles poden assolir 15 cm de longitud total.[1][2]

## Alimentació
Menja plàncton.

## Hàbitat
És una espècie de clima tropical entre 22 °C-26 °C de temperatura.

## Distribució geogràfica
Es troba a Àfrica: costa meridional tanzana del llac Tanganyika.